# メティス (カナダ)

メティスの旗

メティス（英語・仏語：Métis）は、クリー、オジブワ、アルゴンキン等の先住民と17世紀頃以降に北米大陸に入植したヨーロッパ人の間の混血子孫による独自の文化体系と共同体を持った集団であり、居住地はカナダのブリティッシュコロンビア州、アルバータ州、サスカチュワン州、マニトバ州、オンタリオ州、ケベック州、ノースウエスト準州、アメリカ合衆国のモンタナ州、ノースダコタ州、ミネソタ州北西部等に広く分布している。カナダの2021年国勢調査によればカナダ国内の居住人口は624,220人で、カナダにおいてはイヌイット、ファースト・ネーションと並んで、カナダ1982年憲法法第35項において先住民としての権利が確認されている３つの主要な先住民族グループの一つである。

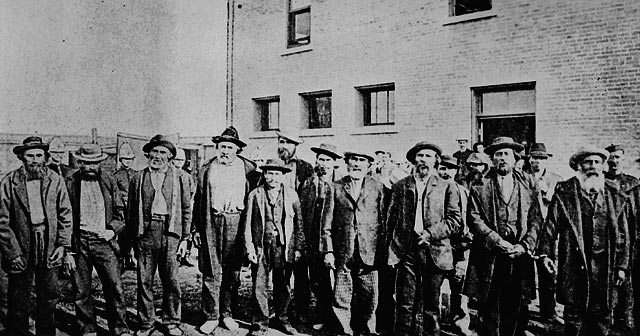
1885年8月の「カナダ北西部の反乱」で白人政府に逮捕されたメティス指導者とインディアン酋長たち

メティスの歴史は17世紀中頃までさかのぼる。メティスフランス語あるいはミチフ語と呼ばれる混合言語を過去に使用しており、また現在でも一部で使用されている。現在では主に英語を話し、第二言語としてフランス語を使用している割合も高く、またその他多くの先住民言語も使用されている。
メティスという単語はフランス語に由来しており、スペイン語のメスティーソ（mestizo）と同語源である。どちらも「混血」という意味を含んでおり、さかのぼるとラテン語のmixtusという単語に起源を持つ。

## メティスの著名人
- ルイ・リエル - メティスのリーダー・政治家
- カスバート・グラント - メティスのリーダー
- ラナルド・マクドナルド - 日本に初めて来たカナダ人